# Psychotria juarezana
Psychotria juarezana là một loài thực vật có hoa trong họ Thiến thảo. Loài này được C.M.Taylor & Lorence miêu tả khoa học đầu tiên năm 1992.